# Біленький Михайло Антонович
Миха́йло Анто́нович Біле́нький (?  Харків — 7 квітня 1920, Відень) — український громадський і політичний діяч, адвокат, видавець, дипломат.

## Життєпис
Народився у Харкові. Походив з інтелігентної та заможної родини. Закінчив Харківську гімназію й правничий відділ Харківського університету. Займався адвокатською діяльністю, працював помічником присяжного повіреного. Співпрацював з Миколою Міхновським, з яким вони разом купили маєток. Саме під впливом Міхновського Біленький став брати участь в українському національному русі. У 1909 році долучився до українського банку Третього харківського товариства взаємного кредиту, заснованого Міхновським. У 1912 році у Харкові разом з Міхновським видавав власним коштом і був головним редактором українського часопису «Сніп». Проте публікація у «Снопі» статті «Українська платформа» 27 травня 1912 року під час виборчої кампанії до Державної думи, яка містила вимоги про автономію українських земель та автокефалію української церкви, викликала гостру реакцію з боку російської влади. Російський генерал-губернатор застосував до редактора часопису Біленького арешт на 90 діб і штраф у розмірі 500 рублів.
Газета «Нова доба»
У перші дні революції 1917 року, бувши в російській армії, Біленький організував у Чернівцях українські військові частини й там же заснував «Український військовий клюб». Згодом став членом Української демократично-хліборобської партії. З самого початку формування українського уряду постійно і до самої смерті пробув на державній службі. Під час Визвольних змагань працював першим секретарем, скарбником і радником в українському посольстві у Відні, Австрія. За клопотанням членів Директорії УНР Федора Швеця та Андрій Макаренка звільнений з посади секретаря через те, що не повернув позику в розмірі 51 060 доларів. Справу передали на розгляд кримінального суду. У своїх спогадах Юрій Коллард пише, що Біленький «заплутався з біржовими маніпуляціями державних грошей задля якоїсь національної справи».
Покінчив життя самогубством 7 квітня 1920 року у готелі «Бристоль» у Відні. Як зазначав В'ячеслав Липинський в некролозі в «Хліборобській Україні», «Біленький пав жертвою нашої національної трагедії — еміґрацийної анархії, розкладу й цькування політичних противників, чого не знесла горда й чесна його душа». Біленький був досить заможною людиною. Все своє вартісне майно, — земельний маєток на Харківщині й великий будинок у Харкові, Біленький пожертвував на українські національні цілі. Похований у Відні. В Україні у померлого залишилась стара мати.